# Иносенсия
Иносенсия (порт. Inocência) — муниципалитет в Бразилии, входит в штат Мату-Гросу-ду-Сул. Составная часть мезорегиона Восток штата Мату-Гроссу-ду-Сул. Входит в экономико-статистический микрорегион Паранаиба. Население составляет 8834 человека на 2006 год. Занимает площадь 5776,261 км². Плотность населения — 1,5 чел./км².

## История
Город основан 10 ноября 1958 года. 

## Статистика
- Валовой внутренний продукт на 2003 год составляет 124 560 527,00 реалов (данные: Бразильский институт географии и статистики).
- Валовой внутренний продукт на душу населения на 2003 год составляет 14 841,00 реал (данные: Бразильский институт географии и статистики).
- Индекс развития человеческого потенциала на 2000 год составляет 0,772 (данные: Программа развития ООН).